# Letohrad
Letohrad település Csehországban, az Ústí nad Orlicí-i járásban. Letohrad Písečná, Mistrovice, Dolní Dobrouč, Hnátnice, Šedivec, Verměřovice, Petrovice, Nekoř és Lukavice településekkel határos. Lakosainak száma 6445 fő (2024. január 1.).

## Népesség
A település lakosságának változását az alábbi diagram mutatja:
| Lakosok száma | 3461 | 3656 | 4225 | 4092 | 5624 | 6283 | 6283 | 6402 | 6377 | 6445 |
|               | 1869 | 1890 | 1921 | 1950 | 1980 | 2001 | 2017 | 2019 | 2022 | 2024 |